# روبن هاريس
روبن هاريس (بالإنجليزية: Robin Harris)‏ هو ممثل أمريكي، ولد في 30 أغسطس 1960 بشيكاغو في الولايات المتحدة، وتوفي بنفس المكان في 18 مارس 1990 بسبب نوبة قلبية.

## أعمال

### أفلام
- (1989) افعل الصواب

## وصلات خارجية
- روبن هاريس على موقع IMDb (الإنجليزية)
- روبن هاريس على موقع ميوزك برينز (الإنجليزية)
- روبن هاريس على موقع أول موفي (الإنجليزية)
- روبن هاريس على موقع إن إن دي بي (الإنجليزية)
- روبن هاريس على موقع ديسكوغز (الإنجليزية)
- روبن هاريس على موقع قاعدة بيانات الفيلم (الإنجليزية)